# Jan Różycki (biskup)
Jan Różycki herbu Doliwa, (ur. na Mazowszu 1603, zm. 4 czerwca 1669) – jezuita, biskup chełmski (4 września 1667 – 4 czerwca 1669), sekretarz królewski Władysława IV Wazy i Jana Kazimierza, pisarz skarbu koronnego. 
Urodził się w 1603 na Mazowszu jako syn Stanisława Różyckiego i Jadwigi Moszczeńskiej. Wstąpił do Jezuitów 1 sierpnia 1619 w Krakowie. W zakonie ukończył seminarium nauczycielskie i filozoficzne. Uczył w klasach niższych oraz rozpoczął studia teologiczne. Studia duchowne odbywał najpierw w Akademii Krakowskiej, a później za granicą. Po powrocie do kraju i po dymisji z zakonu 16 września 1629  w Krakowie pełnił funkcje sekretarza Władysława IV Wazy i Jana Kazimierza oraz pisarza skarbu koronnego. Piastując godność kanonika gnieźnieńskiego, proboszcza gnieźnieńskiego, klimuntowskiego, kościańskiego i zwoleńskiego, od 1646 był kanonikiem poznańskim, od 1663 opatem mogilnickim. Z polecenia kapituły w 1666  zarządzał również diecezją. W listopadzie następnego roku otrzymał nominację na biskupa chełmskiego. Jego rządy trwały tylko około półtora roku (14 listopada 1667 do 4 czerwca 1669), ponieważ w czerwcu 1669 zmarł. Przeznaczył on 3 tys. złotych polskich na remont zniszczonych przez wojny budynków w dobrach biskupich.